# حمام غزار مصري
حمام غزار مصري (بالإنجليزية: Egyptian Swift pigeon) هو أحد أشهر أنواع الحمام المصري ومن أفضل أنواع الحمام التي يسهل تربيتها وإنتاج سلالات جيدة منها يمكن الانتفاع بها كمشروع يتم بيع إنتاجه في السوق، وله شكل جمالي رائع يمكن تربيته في المنزل. موطنه الأصلي غير معلوم.

## الخصائص

### الشكل
يتميز الحمام الغزار المصري بجسد طويل مقارنة بباقي أنواع الحمام الأخرى وله عينين واسعتين وجفنين رفيعين ورقيقين ومنقار قصير نوعا ما . هناك قطعة من اللحم صغيرة في أعلى أنف الحمام الغزار. رأسه صغير وشكل الوجه أقرب إلي شكل وجه البومة وذيله أكثر طولا من جناحيه وأرجله خالية من الريش. يقف بشكل مميز على نهاية أقدامه، ناظرا إلى الناس من حوله.
لا يهتم هذا النوع من الحمام بصغاره، ولا يقوم بحضن البيض، ولذلك ينصح المختصون بالاهتمام بتحضين البيض جيداً لضمان الحصول على زغاليل  بصحة جيدة وقوية.

### اللون
لحمام الغزار المصري عدة ألوان منها : الأحمر، الابيض بالرقبة ، الأزازي، الأسود، الابلق ، الخليلي، الريحاني، الأزرق قطيفة، الأصفر، المرقع، العنبري، الحلبي المصري.

## أنواعه
الصافي (وهو النوع الأغلى ثمنا من باقي الأنواع)
- صافي سكري
- صافي صيني
- صافي عفش الجنينة (الحديقة)
- صافي أشقر
- صافي ذو الرقبة الخضراء
- صافي ذو الرقبة الصفراء
- صافي بنيدي
- صافي حجري

المكنيرات (يسمى أيضا بالنواعم)
- أصفر ورق
- الريحاني
- الأزرق قطيفة

المساويد (يسمى بالعامية المصرية (المُسوِّد))
الأبلق
- قشر بندق
- أبلق أخضر
- أبلق أصفر (السكروتة والاستانبولي)
- أبلق زهري
- ابلق زهر الكتان
- أبلق فروي
- أبلق بنفسجي

التلاوين (يسمى أيضا الحمام الملون)
- الغزار الأحمر
- الغزار المرقع (المرقع الأحمر)
- الغزار الأسود.
- الغزار العنبري (العنبري الأسمر).
- القطاطي